# Teatro Monumental

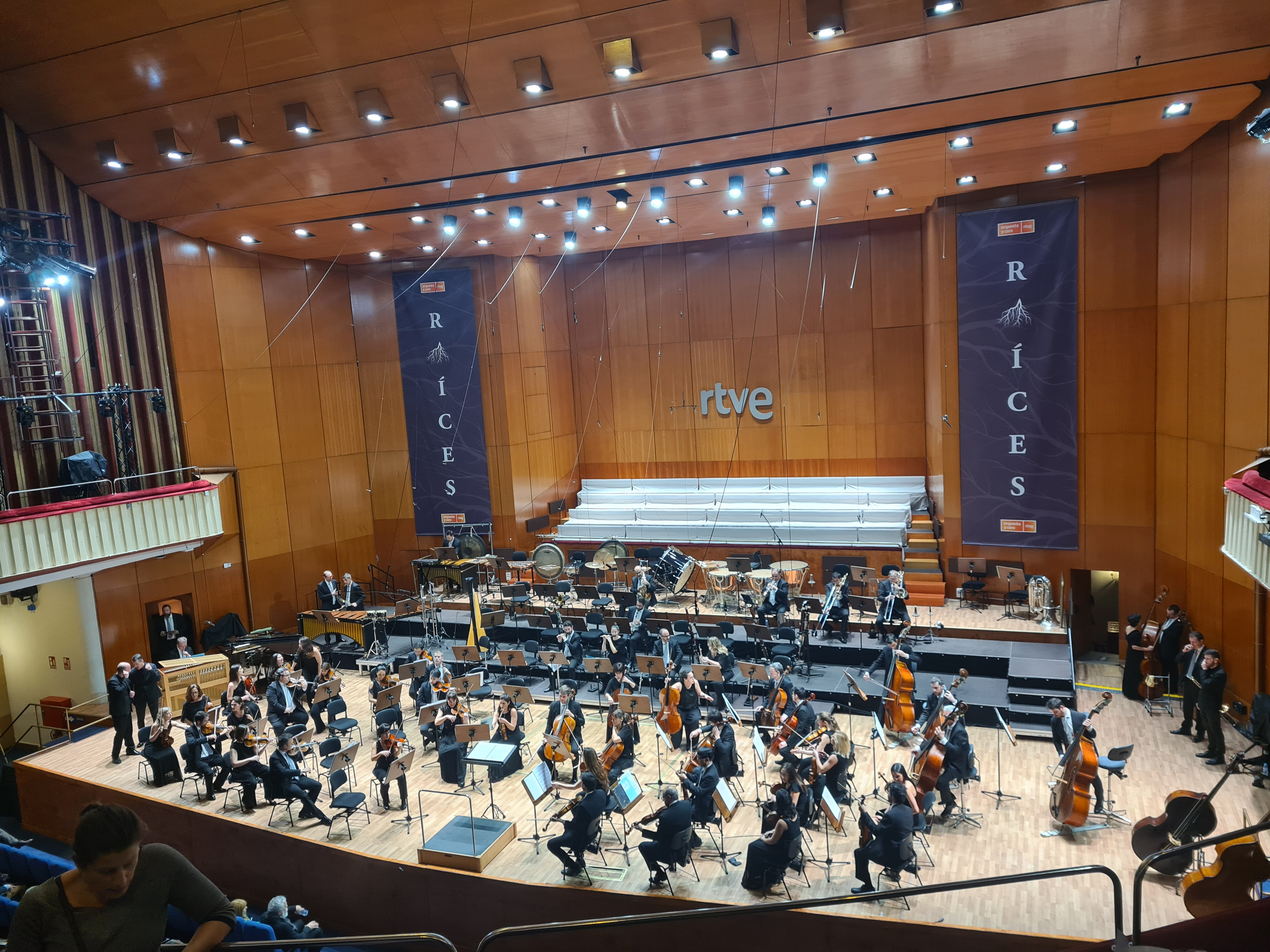
Interior del Teatro Monumental del Madrid, antes de un concierto de la Orquesta de la RTVE (2023)

El teatro Monumental, antes conocido como Monumental Cinema, es una sala de espectáculos situada en la calle de Atocha de Madrid (número 65, antiguo 87). Fue diseñado y construido por el arquitecto Teodoro Anasagasti empleando por primera vez hormigón armado (material constructivo empleado hasta la fecha sólo en las obras de ingeniería civil), siendo una de las primeras obras del racionalismo madrileño. Desde 1988, sirve de espacio para los conciertos de la Orquesta Sinfónica y Coro de Radio Televisión Española.

## Historia
En los primeras décadas del siglo XX, la empresa Sagarra deseaba introducir cines. En este empeño, contrató a Teodoro Anasagasti el diseño y posterior construcción de un cine de tres pisos con aforo para unos 1200 personas. El Monumental se abrió como cinematógrafo el 20 de octubre de 1923. En el diseño del edificio, Teodoro muestra ambas funciones: cine y teatro. Fueron realizados algunos detalles del interior en estilo art decó por Maumejan Hermanos, la misma empresa que se encargó de la decoración del Cine Ideal.
El bar-vestíbulo está decorado con una fuente rodeada de ciervos del escultor Pedro Nicoli. Ya desde sus inicios se podía ir a su sala desde el metro debido a su boca en la plaza Antón Martín. En el Monumental Cinema el Partido Comunista de España fundó el 2 de junio de 1935 el que sería el Frente Popular. El Monumental nació con la idea combinada de ser cine-teatro, y acabó siendo una sala de conciertos de la Orquesta Sinfónica y Coro de Radio Televisión Española.